# Зузин, Никита Алексеевич
Никита Алексеевич Зюзин (или Зузин) (ум. после 1664) — русский государственный деятель и дипломат, стольник (1627), рында (1628), воевода, окольничий (1652) и боярин (1653).

## Биография
Представитель дворянского рода Зюзиных. Сын воеводы и дипломата Алексея Ивановича Зюзина.
С 1627 по 1652 год Никита Зюзин упоминается в чине стольника при царском дворе.
В 1628—1642 годах Н. А. Зюзин служил рындой во время приёмов царём Михаилом Фёдоровичем иностранных дипломатов и гонцов.
В январе и феврале 1639 года Никита Зюзин «дневал и ночевал» при дворе царевича Ивана Михайловича, а в апреле того же года — при гробе царевича Василия Михайловича. В 1646-1647 годах он переписывал посадские дворы и людей в городе Самара, дворцовое село Ильинское с деревнями, вотчины патриарха Иосифа в селе Рождествене в Самарском уезде, а также дворцовые сёла, деревни и их жителей в Бежецкой пятине.
Весной 1648 года царь Алексей Михайлович организовал посольство в Швецию, его должны были возглавить окольничий Борис Иванович Пушкин и стольник Никита Алексеевич Зюзин. Никита Зюзин вступил в местнический спор с Б. Пушкиным и заявил, что ему «невместно» быть вместе с ним, в ответ Борис Пушкин бил челом царю о «обороне». Царь Алексей Михайлович поддержал Бориса Пушкина. Никита Зюзин был заключен в темницу, а после освобождения его выдали «головою» на двор Бориса Пушкина. Но Н. А. Зюзин отказался участвовать в посольстве с Пушкиным и вновь был заключён в тюрьму, где находился длительное время. По царскому указу его поместья и вотчины были конфискованы. После освобождения из-под ареста ему были возвращены все поместья и вотчины.
В том же 1648 году Никита Зюзин был назначен во Владимирский Судный приказ. В 1649 году его отправили в Великий Устюг для проведения следствия по поводу мятежа в городе в июле 1648 года. Также он должен был проверить действия первого следователя, стольника князя Ивана Григорьевича Ромодановского.
В 1651 году Никита Зюзин служил воеводой в крепости Коротояк. В 1652 году он был пожалован в окольничие. В том же году царь приказал ему «быть в боярах» у патриарха Никона. В марте 1653 года на обеде у царя Никита Зюзин вступил в местничество с князем Иваном Лобановым-Ростовским, за что был «бит батоги за переградою и у стола с окольничим с князь Иваном Лобановым был». Но уже 3 апреля царь Алексей Михайлович пожаловал его в бояре.
В 1651-1658 годах Никита Зюзин находился на воеводстве в Путивле. Согласно «запискам» архидиакона Павла Алеппского, в Путивле Н. А. Зюзин жил весьма пышно, хлебосольно и отличался уменьем принять высоких гостей.
Никита Зюзин находился в дружеских отношениях с патриархом Никоном. В июле 1658 году патриарх Никон, поссорившись с царем Алексеем Михайловичем, удалился из столицы в Воскресенский Новоиерусалимский монастырь, отказавшись от патриаршества. Никита Зюзин неоднократно посылал к Никону в монастырь письма, безуспешно призывая его вернуться на патриарший престол.
В 1659 году боярин Никита Зюзин был отправлен на воеводство в Великий Новгород. Осенью того же года Никон отправился в Валдайский Иверский монастырь. Между Зюзиным и Никоном завязалась переписка, которая продолжалась и после переезда Никона из Иверского в Крестный монастырь.
В январе 1660 года царское правительство созвало церковный собор в Москве, где было принято решение об отстранении патриарха Никона от архиерейства. 15 января Зюзин в письме сообщил Никону, выразив ему свою печаль по поводу намерения царя созвать церковный собор для суда над ним. 3 февраля Никон собственноручно написал ответ Зюзину.
В 1661 году Никита Зюзин вернулся из Новгорода в Москву, а по пути он заехал в Воскресенский монастырь к бывшему патриарху и спросил его о причине отказа от патриаршего престола. Никон ответил, что сделал это «с сердца» и со временем вернется. Переписка между Зюзиным и Никоном вскоре прекратилась, а в декабре 1664 года была возобновлена. Передавая письмо иподиакону Никите, Зюзин сказал: «Свези письмо к патриарху; в письме писано о прощении и велено патриарха звать в Москву, чтобы он приезжал перед Рождеством, для установления мирных условий с польским королём и для иных государственных дел».
18 декабря 1664 года Никон вернулся в Москву и прибыл в Успенский собор, чем разгневал царя. Никон вынужден был удалиться в Воскресенский монастырь. В столице начался розыск, кто писал письма Никону и приглашал его вернуться в Москву. Никита Зюзин был арестован и подвергнут пыткам, после чего во всем сознался. Его жена, узнав, что мужа подвергли пытке, уже некоторое время болевшая, скончалась.
В том же 1664 году боярский суд приговорил Никиту Алексеевича Зюзина к смертной казни. По просьбе своих сыновей, царевичей Алексея и Фёдора, царь Алексей Михайлович заменил смертную казнь на ссылку в Казань с лишением титула боярина. Его поместья и вотчины были конфискованы и переданы другим лицам. Дальнейшая судьба Зюзина неизвестна.
Является персонажем исторического романа А. Чапыгина «Гулящие люди».